# Lijst van rijksmonumenten in Tricht
De plaats Tricht telt 8 inschrijvingen in het rijksmonumentenregister. Hieronder een overzicht.
| Object                                                                     | Oorspronkelijke functie?  | Bouwjaar             | Architect | Locatie                | Coördinaten?                  | Nr.?   | Afbeelding                                       |
| -------------------------------------------------------------------------- | ------------------------- | -------------------- | --------- | ---------------------- | ----------------------------- | ------ | ------------------------------------------------ |
| Boerderij, gepleisterd woongedeelte                                        | Boerderij                 | 17e of 18e eeuw      |           | Bulkstraat 12          | 51° 53' 20" NB, 5° 15' 59" OL | 16519  | Boerderij, gepleisterd woongedeelte              |
| Boerderij met door riet en pannen gedekt wolfdak                           | Boerderij                 | 17e eeuw             |           | Bulkstraat 14          | 51° 53' 21" NB, 5° 15' 58" OL | 16520  | Boerderij met door riet en pannen gedekt wolfdak |
| Nederlands Hervormde Kerk                                                  | Kerk en kerkonderdeel     | 15e/16e eeuw         |           | Kerkstraat 6           | 51° 53' 21" NB, 5° 16' 13" OL | 16521  | Meer afbeeldingen                                |
| Toren der hervormde kerk                                                   | Kerk en kerkonderdeel     | vanaf begin 15e eeuw |           | Kerkstraat bij 6       | 51° 53' 21" NB, 5° 16' 13" OL | 16522  | Meer afbeeldingen                                |
| Omgracht terrein van het voormalige kasteeltje Crayestein, landhuis, poort | Bijgebouwen kastelen enz. | 1855                 |           | Laan van Crayestein 77 | 51° 53' 32" NB, 5° 15' 39" OL | 16523  | Meer afbeeldingen                                |
| De Neust                                                                   | Gemaal                    | 1926                 |           | Lingedijk bij 22       | 51° 53' 51" NB, 5° 14' 54" OL | 523750 | Upload foto                                      |
| Hooglandsche Wetering                                                      | Gemaal                    | 1930                 |           | Lingedijk 60           | 51° 53' 22" NB, 5° 16' 32" OL | 523751 | Hooglandsche Wetering                            |